# Sean Edwards
Pour les articles homonymes, voir Edwards.
Sean Lawrence Guy Edwards (né le 6 décembre 1986 et mort le 15 octobre 2013) est un pilote automobile anglais.
Son père, Guy Edwards, est un ancien pilote de Formule 1.

## Biographie
Après avoir débuté en karting et participé aux championnats britanniques de Formule Ford et de Formule Renault, il débute en Grand Tourisme en 2005 dans le British GT Championship. L'année suivante, il remporte un premier titre en Championnat d'Europe FIA GT3. Il s'engage ensuite dans divers championnats de Grand Tourisme, principalement sur Porsche avant de connaître des victoires de prestige aux 24 Heures de Dubaï et 24 Heures du Nürburgring avec Mercedes.
Il est également connu pour avoir activement participé aux scènes de Rush, un film de Ron Howard sorti en France le 25 septembre 2013. Il y incarne son père, Guy Edwards dans la scène qui reprend le sauvetage de Niki Lauda lors du Grand Prix automobile d'Allemagne 1976,.
Il perd la vie lors d'essais privés en Australie sur le Queensland Raceway. La Porsche 996 GT3 conduite par Will Holzheimer est sortie de la piste à forte vitesse et s'est embrasée en ne laissant aucune chance de survie à Sean Edwards qui se trouvait à la place du passager.

## Palmarès
- Championnat d'Europe FIA GT3
  - Premier Champion de cette compétition en 2006 sur une Porsche 997 GT3 Cup
  - Champion par équipe en 2006 avec l'écurie britannique Tech 9 Motorsport
- 24 Heures de Dubaï
  - Double vainqueur en 2012 et 2013 sur une Mercedes-Benz SLS AMG GT3
- 24 Heures du Nürburgring
  - Vainqueur de l'édition 2013 et participe à la première victoire de Mercedes dans cette épreuve
- American Le Mans Series
  - Vainqueur de la catégorie GTC à Long Beach en 2013
- Porsche Carrera Cup
  - Vice-champion de Porsche Carrera Cup Allemagne en 2011 et 2012
  - Leader de la saison 2013 de la Porsche Supercup au moment de sa mort

## Résultats aux 24 Heures du Mans
| Année | Voiture                   | Équipe               | Équipiers                         | Résultat |
| ----- | ------------------------- | -------------------- | --------------------------------- | -------- |
| 2012  | Porsche 911 GT3 RSR (997) | Prospeed Competition | Abdulaziz al Faisal / Bret Curtis | Abandon  |

## Galerie

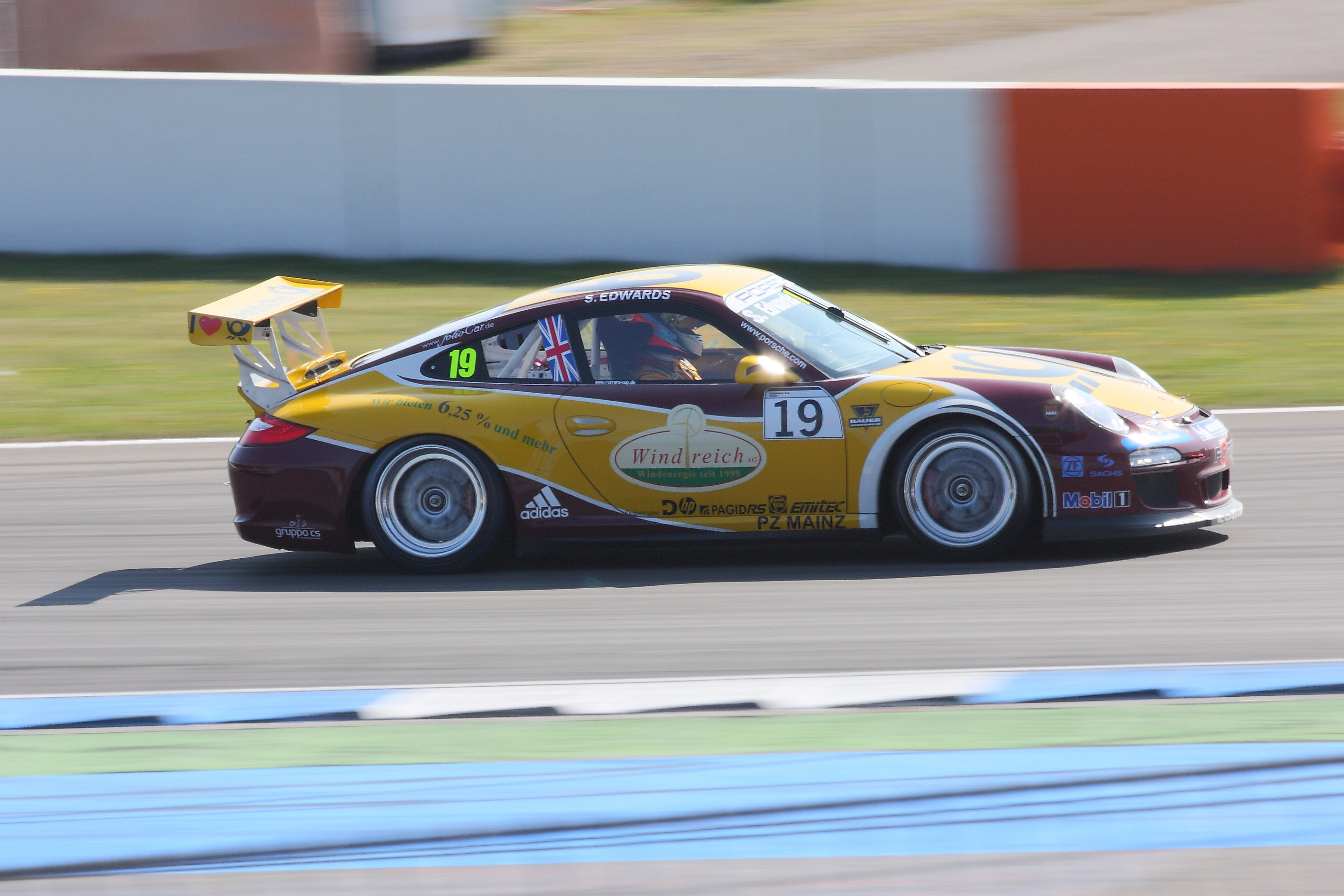
Porsche Supercup en 2010
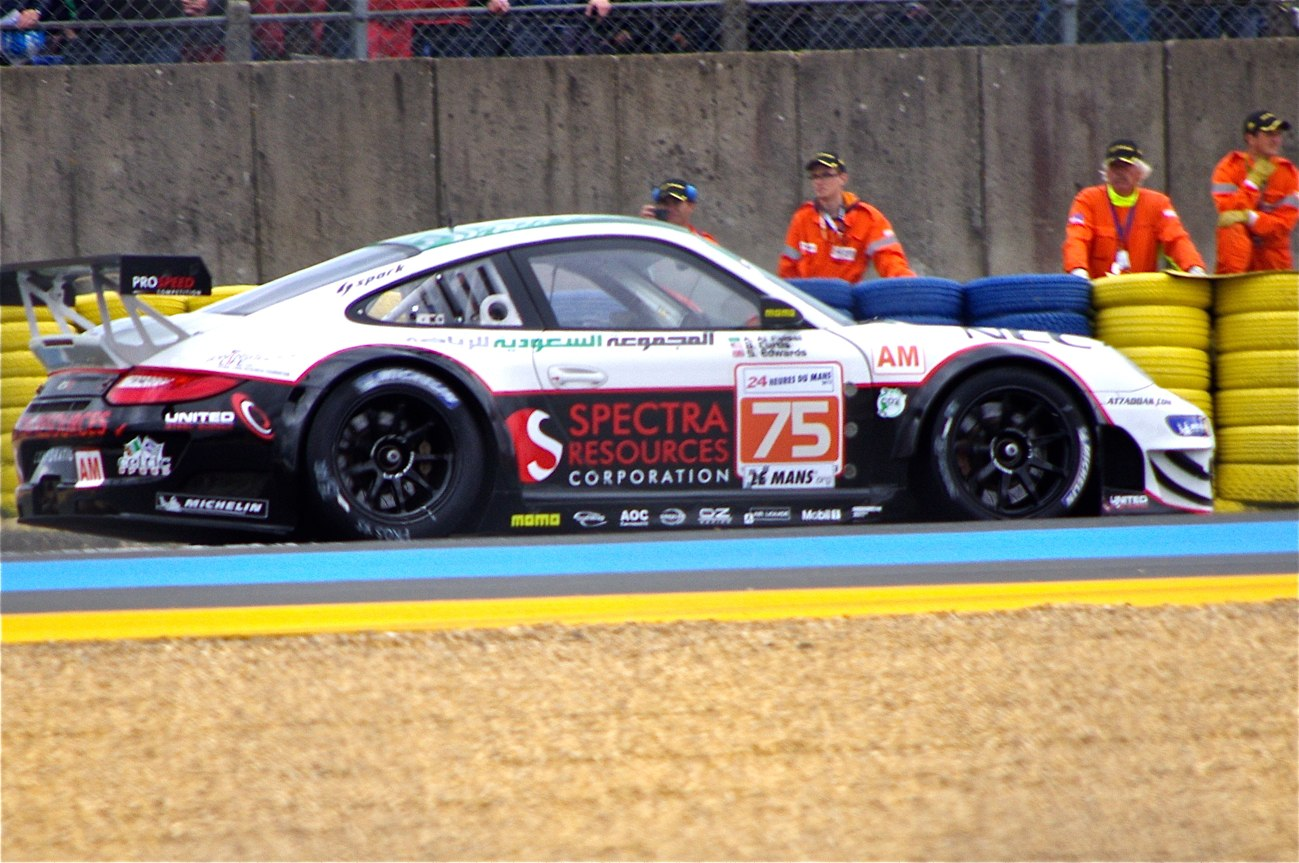
La Porsche du Prospeed Competition au Mans en 2012
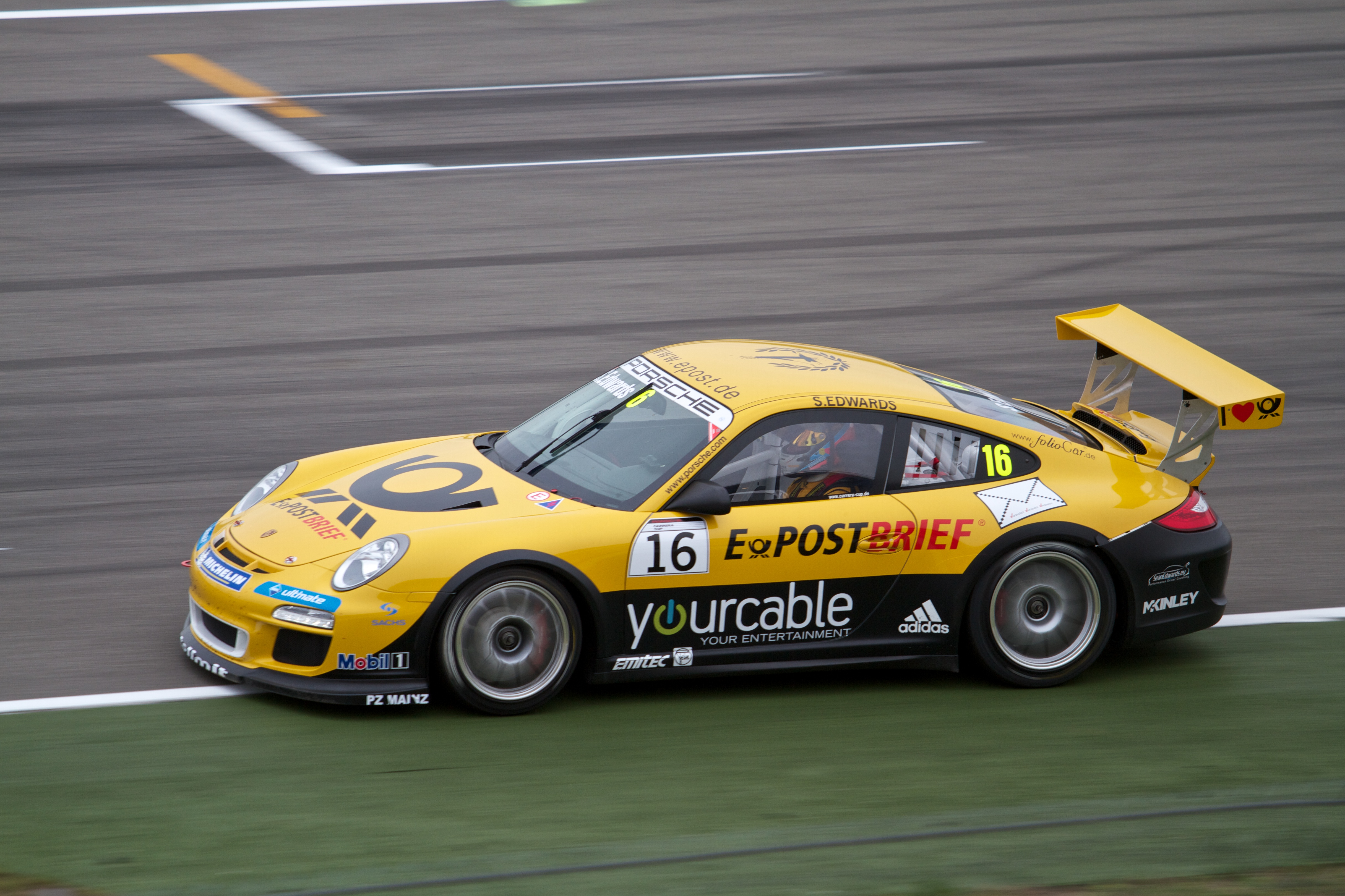
Porsche Carrera Cup Allemagne en 2012
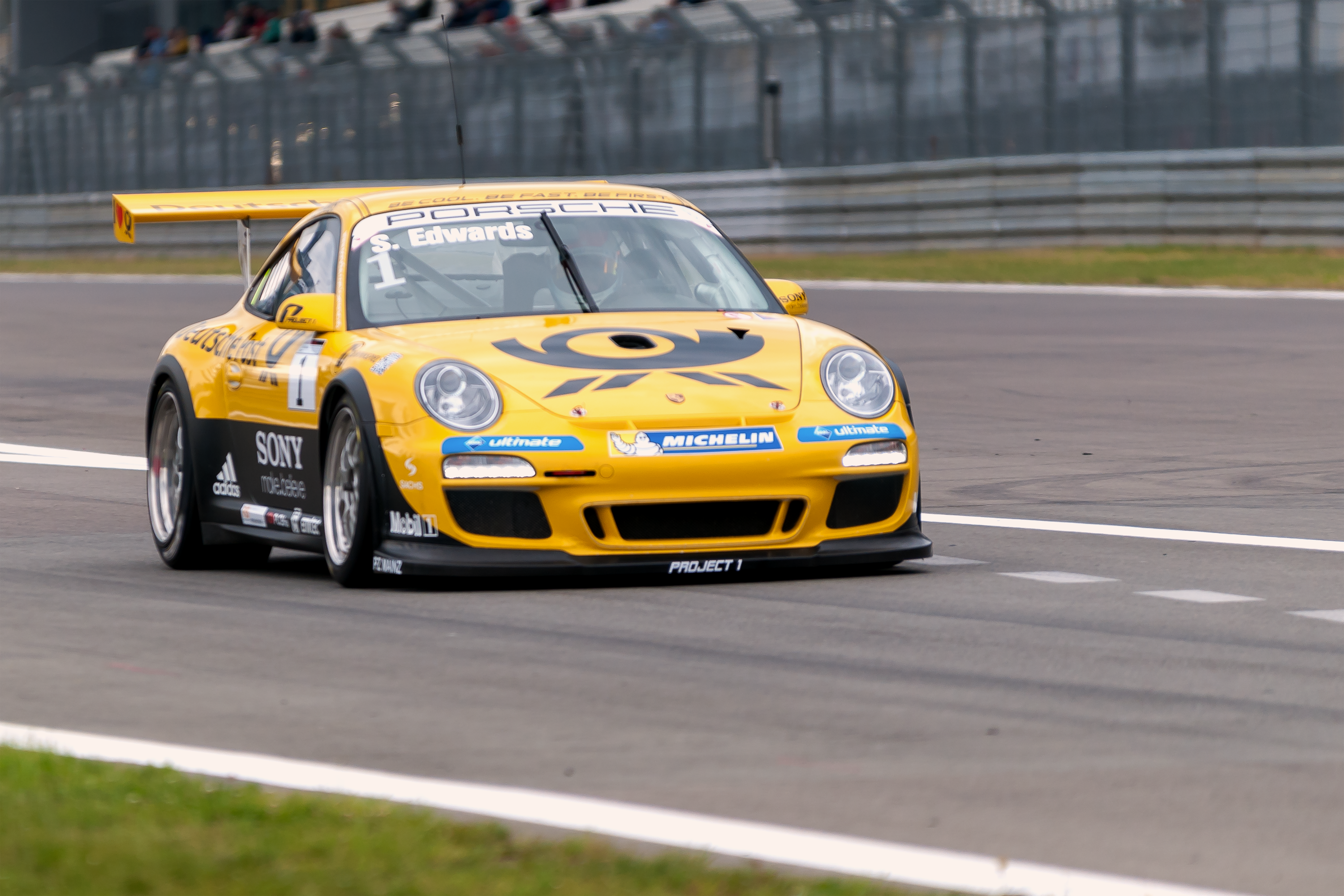
Porsche Carrera Cup Allemagne en 2013